# یوبی‌سافت سنگاپور
یوبی‌سافت سنگاپور (انگلیسی: Ubisoft Singapore) یک توسعه‌دهنده بازی ویدئویی سنگاپوری و یک استودیوی یوبی‌سافت است که مقر آن در فوزیونوپولیس قرار دارد. این استودیو در سال ۲۰۰۸ بنیان‌گذاری شد و بیشتر در بازی‌های اساسینز کرید فعالیت داشته‌است. 